# Robbie McEwen
Robbie McEwen (født 24. juni 1972) er en tidligere australsk cykelrytter som i 2002, 2004 og 2006 vandt pointtrøjen i Tour de France. 

## Tour de France
McEwen har deltaget i Tour de France 11 gange, i 1997 (117. plads), 1998 (89. plads), 1999, 2000, 2002, 2003, 2004, 2005, 2006, 2007 og 2008. Han har vundet 12 etaper i løbet. I 1999 på 20. etape vandt han sprinten i Paris på Champs-Elysées. I 2002 vandt han 3. etape: Metz–Reims og 20. etape: Melun–Paris. I 2004 vandt han 2. og 9. etape. I 2005 vandt han 5. etape, 7. etape og 13. etape. I 2006 vandt han 2., 4. og 6. etape. I 2007 vandt han 1. etape, men måtte udgå efter den 8. etape fordi han ikke kom ind i mål før tidsfristen gik ud.
McEwen har vundet den grønne trøje tre gange, i 2002, i 2004 og i 2006, og er den første australier, som har vundet den grønne trøje i denne konkurrence. I 2004 var Thor Hushovd den største konkurrent til McEwen, nordmanden blev nummer 2.

## Eksterne links
- Wikimedia Commons har flere filer relateret til Robbie McEwen
- Officielle hjemmeside Arkiveret 17. oktober 2017 hos  Wayback Machine
- Robbie McEwens opslag i Munzinger Sportsarchiv (tysk)
- Robbie McEwens profil på Olympics.com (engelsk)
- Robbie McEwens profil på Sports-Reference OL-resultater (arkiveret) (engelsk)
- Robbie McEwens profil på Olympedia (engelsk)
- Robbie McEwens profil hos Australiens Olympiske Komité (engelsk)
- Robbie McEwens profil hos UCI (engelsk)
- Robbie McEwens profil på CycleBase (engelsk)
- Robbie McEwens profil på Cykelsiderne
- Robbie McEwens profil på Cycling Quotient (engelsk)
- Robbie McEwens profil på ProCyclingStats (engelsk)

| Cykling | Spire Denne biografi om en cykelrytter er en spire som bør udbygges. Du er velkommen til at hjælpe Wikipedia ved at udvide den. |